# گیلبرت بیبریان
گیلبرت بیبریان ( انگلیسی: Gilbert Biberian؛ زادهٔ ۱۹ فوریهٔ ۱۹۴۴) آهنگساز در سبک موسیقی کلاسیک و نوازنده گیتار ارمنی‌تبار اهل بریتانیا است.

## زندگی‌نامه
وی در ۱۹ فوریه ۱۹۴۴ در استانبول از والدینی ارمنی-یونانی‌تبار به دنیا آمد و در سال ۱۹۶۸ از کالج موسیقی تریتیی فارغ‌التحصیل گشت. 